# I Should Have Known Better (canção de Jim Diamond)
I Should Have Known Better é uma canção de 1984 composta por Jim Diamond e Graham Lyle, que foi lançada como single de trabalho do álbum Double Crossed do cantor escocês Jim Diamond. Um de seus mais mais famosos hits, a canção alcançou um enorme sucesso, não só no Reino Unido, onde atingiu o topo das paradas, como em toda a Europa e no resto do mundo. 

## Trilha-Sonora
No Brasil, a música tornou-se notória, também, por fazer parte da trilha-sonora da novela A Gata Comeu.

## Desempenho nas Paradas Musicais
| Parada Musical (1984/85)  | Desmpenho |
| ------------------------- | --------- |
| Kent Music Report         | 1         |
| Dutch Top 40              | 2         |
| German Singles Chart      | 15        |
| New Zealand Singles Chart | 48        |
| Norwegian Singles Chart   | 2         |
| Swiss Singles Chart       | 3         |
| UK Singles Chart          | 1         |